# 김포 금정사 석조여래좌상
김포 금정사 석조여래좌상(金浦 金井寺 石造如來坐像)은 대한민국 경기도 김포시 풍무동 금정사에 있는 불상이다. 2012년 6월 26일 경기도의 유형문화재 제275호로 지정되었다.

## 개요
김포의 전통사찰 가운데 하나인 금정사는 신라 진흥왕(540~576)때 창건된 고상사(高上寺)로 알려져 있다. 조선 인조5년(1627년) 부근에 인조의 아버지 원종의 무덤인 장릉이 세워지면서 봉릉사(奉陵寺)로 개명되어 장릉의 원찰로서 기능하였다. 이후 폐허가 되었던 것을 여러 차례 중수하였고 1974년 비구니 정념이 크게 중건불사를 일으키면서 '하늘우물'이라는 뜻의 금정사(金井寺)로 개명하여 오늘에 이르고 있다.
금정사 소장의 석조여래좌상은 경주 불석(佛石)으로 제작된 것으로 보존상태가 매우 양호하다. 몸에 비해 큰 얼굴과 어린아이 같은 표정, 양 무릎 위에 나란히 올린 손의 자세 등에서 조선시대 후기에 조성된 것으로 추정된다. 석고와 같은 부드러운 질감, 깔끔하게 처리된 법의의 윤곽선 등에서 재질적인 특징이 잘 드러나며, 상호가 원만하고 불신과 법의가 유기적으로 처리된 수준 높은 작품으로 가치가 인정된다.

## 지정 사유
자그마한 크기에 몸에 비하여 큰 편인 얼굴 과 어린아이 같이 온화한 표정, 양 무릎 위에 나란히 올려 놓은 손자세 등에서 조선 대 후기에 조성된 것으로 추정되고 경주불석으로 제작된 것으로서, 석고와 같은 부드러운 질감과 깔끔하게 처리된 법의의 윤곽선 등에서 재질적인 특징이 잘 드러나며 상호가 원만하고, 불신과 법의가 유기적으로 처리된 수준높은 작품으로 가치가 인정된다.

## 참고 문헌
- 김포 금정사 석조여래좌상 - 국가유산청 국가유산포털